# 유지창 (1949년)
유지창(柳志昌, 1949년 8월 11일 ~ , 전북 장수)은 대한민국의 금융인이다.

## 학력
- 1973년 : 서울대학교 사회학 학사
- 1975년 : 서울대학교 행정대학원 석사
- 1987년 : 하버드대학교 케네디행정대학원 석사

## 경력
- 1996.02 ~ 1998.06 : 제네바대표부 재정경제관(참사관)
- 1998.06 ~ 1999.01 : 대통령비서실 금융비서관
- 1999.01 ~ 1999.09 : 재정경제부 금융정책국장
- 1999.09 ~ 2001.04 : 새천년민주당 정책위원회 정책연구실장
- 2001.04 ~ 2003.03 : 금융감독위원회 부위원장 겸 증권선물위원회 위원장
- 2003.04 : 한국산업은행 총재
- 2005.11 ~ 2008.11 : 전국은행연합회장
- 2009.06 ~ : 유진투자증권 회장

## 수상
- 1982년 : 대통령표창
- 1994년 : 홍조근정훈장
- 2004년 : 황조근정훈장

## 참고
| 전임 정건용 | 제5대 금융감독위원회 부위원장 2001년 4월 2일 ~ 2003년 3월 17일 | 후임 이동걸 |